# Бой за Чаянковы казармы
Бой за Чаянковы казармы (чешск. Bitva o Czajankova kasárna) в городе Мистек в Моравии 14 марта 1939 года — один из немногих случаев организованного сопротивления чехословацких вооружённых сил германской оккупации в 1939 году: пулемётная рота под командованием капитана Павлика, в нарушение приказа своего начальства, дала бой вступившим в город германским частям.

## Диспозиция
Чаянковы казармы в Мистеке представляли собой комплекс старой австро-венгерской постройки, состоявший из двух четырёхэтажных кирпичных зданий собственно казарм, плаца и нескольких подсобных построек, обнесенных кирпичным забором. Ранее в этих зданиях помещалась текстильная фабрика Йоханна Чаянека (отсюда название), а в 1933 году их выкупило правительство для нужд армии. На день немецкой оккупации в казармах размещался 3-й батальон 8-го Силезского пехотного полка (9-я, 10-я, 11-я пехотные и 12-я пулемётная роты) и полурота 2-го бронетанкового полка (взвод танкеток LT vz.33 и взвод бронеавтомобилей OA vz.30). В казармах находились командир батальона подполковник Штепина (начальник гарнизона), командир 12-й пулемётной роты капитан Павлик, командир броневой полуроты подпоручик Хейниш, ещё несколько младших офицеров, солдаты и унтер-офицеры, всего около 300 человек, почти все по национальности чехи. Военнослужащие-словаки самовольно убыли на родину, так как со дня на день ожидалось провозглашение независимой Словакии; этнические немцы и венгры дезертировали ещё раньше. Многие солдаты были новобранцы, призванные в начале марта; так, в 12-й пулемётной роте из 95 солдат было 40 новобранцев. В казармах имелся очень небольшой запас патронов к стрелковому оружию и две упаковки ручных гранат. Накануне событий много патронов израсходовали при учебных стрельбах. К тяжёлому оружию боеприпасов не было вовсе, они были вывезены на склад несколькими днями раньше.
По воспоминаниям полковника Штепины, в день событий он получил устный приказ своего начальства: приближающимся к городу немецким частям никакого сопротивления не оказывать, войти в контакт с их командованием.

## Бой
Вечером 14 марта 1939 года в Мистек вошёл 2-й батальон 84-го пехотного полка 8-й пехотной дивизии вермахта (командир батальона — подполковник фон Роден, командир полка — полковник Штёвер). Около 18 часов 20 минут колонна остановилась у Чаянковых казарм. Немецкий офицер вышел вперед с пистолетом в руке и предложил часовым у входа сдать оружие и вызвать дежурного офицера. Произошла короткая перестрелка, в которой были ранены немецкий офицер и чешский караульный свободник (ефрейтор) Пржибыла. В это время капитан Павлик проводил в своей роте занятия (по иронии судьбы, темой был язык вероятного противника — польский). Когда началась стрельба, и дежурный офицер поручик Мартинек объявил боевую тревогу, капитан Павлик разместил своих солдат с винтовками и ручными пулемётами у окон здания и приказал открыть огонь. К ним присоединились отдельные солдаты других подразделений. В казармах потушили свет, чтобы стрелки не были видны противнику. Командовать отдельными участками обороны Павлик поручил унтер-офицерам своей роты Штефеку и Голе. По свидетельству очевидцев, Павлик действовал решительно, всячески стараясь приободрить солдат. Остальные офицеры ничего не предпринимали, ссылаясь на отсутствие приказа, и только пытались связаться с полковым командиром. Бронетехника подпоручика Хейниша в бою не участвовала. Первая попытка немцев войти на территорию казарм была отбита. Немцы отступили, обстреляли казармы из 50-мм миномётов и 37-мм противотанковой пушки Pak 36 (без особого успеха, здания казарм были очень прочные) и предприняли второй штурм при поддержке бронеавтомобиля. Чехи отразили и эту атаку ружейно-пулемётным огнём и ручными гранатами, повредили бронеавтомобиль и убили его водителя. В это время, около 18 часов 45 минут, по телефону поступил приказ командира 8-го полка полковника Элиаша немедленно прекратить огонь под угрозой военного суда. Павлик поначалу игнорировал приказ, но затем, видя, что кончаются боеприпасы, а немцы стягивают к казармам основные силы 84-го полка, подчинился. В 7 часов утра 15 марта батальон капитулировал. Чешских офицеров немцы поместили под домашний арест, разоружённым солдатам разрешили вернуться в казармы, где уже находился немецкий караул. Утверждается, что у Павлика немцы даже не отобрали личное оружие в знак уважения к его мужеству.
Собственно бой продолжался около 30—40 минут. По некоторым свидетельствам, отдельные выстрелы с обеих сторон были слышны до утра. Потери чехов составили от 2 до 6 человек ранеными, немцев — до 24 человек убитыми и ранеными (источники дают разные цифры потерь). Жертв среди мирного населения, по имеющимся источникам, не было.
Следует отметить, что описания боя в разных источниках сильно отличаются в существенных деталях: общей продолжительности событий, количестве немецких атак, численности потерь, обстоятельствах сдачи казарм и прочее. В статье Петра Тлаха «Март 1939-го. Фридек-Мистек» Павлик назван заместителем командира полка, в других источниках — старшим из находившихся в казарме офицеров и тому подобное.

## Дальнейшие события
Многие из участников боя в Мистеке впоследствии участвовали в Сопротивлении или воевали против нацизма в армиях антигитлеровской коалиции. Карел Павлик активно работал в чешских подпольных антинацистских организациях, был схвачен гестапо в 1942 году, погиб в 1943 году в концентрационном лагере Маутхаузен. После войны был посмертно произведён в полковники, в 1999 году посмертно награждён медалью «За храбрость» (Медаль «За героизм»). Поручик Карел Мартинек (1910—1975) тоже участвовал в подполье и попал в немецкий концлагерь. После войны служил в армии ЧССР, в 1948 году осуждён на 15 лет заключения за участие в антиправительственной деятельности, а именно за призыв к военному восстанию против правительства ЧССР. В 1947 году для участников боя за Чаянковы казармы была отчеканена памятная медаль.
Чаянковы казармы были снесены в 1980-е годы. Сейчас на их месте, на углу Главного проспекта и улицы 8-го пехотного полка, находится сквер и стоит небольшой памятник. Местный патриотический клуб проводит там ежегодные памятные мероприятия.

## В культуре и искусстве
В 1953 году в Чехословакии состоялась премьера пьесы Милана Яриша «Присяга». Её сюжет основан на событиях боя в Мистеке, хотя и весьма далёк от реальных событий. В 1956 году по пьесе был снят кинофильм «Непобеждённые» (чеш. Neporažení). Натурой для съёмок послужили подлинные казармы в Мистеке.